# Hrabstwo Hitchcock

Piramida wieku hrabstwa

Hrabstwo Hitchcock (ang. Hitchcock County) – hrabstwo w stanie Nebraska w Stanach Zjednoczonych. W roku 2010 liczba mieszkańców wyniosła 2908. Stolicą jest Trenton.

## Geografia
Całkowita powierzchnia wynosi 1862,2 km² z czego woda stanowi 23,3 km² (1,19%) .

### Wioski
- Culbertson
- Palisade
- Stratton
- Trenton